# Егоров, Юрий Алексеевич
Юрий Алексеевич Егоров (10 [23] мая 1911, Нижний Новгород — 8 июня 1963) — белорусский советский архитектор и исследователь архитектуры. Кандидат архитектуры (1940), доктор искусствоведения (1951), профессор (1952). Основатель белоруской градостроительной науки.

## Биография
Родился 9 (22) мая 1911 года в Нижнем Новгороде. В 1932 году окончил Нижегородский архитектурно-строительный техникум в крестьянской семье. В 1932 году окончил Нижегородский строительный техникум. В 1935 году окончил Московский архитектурный институт (МАРХИ). В 1940 году окончил аспирантуру МАРХИ. Преподавал на кафедре градостроительства МАРХИ в 1935—1941 годах в должности ассистента, затем — доцента (1940). Принимал участие в Великой Отечественной войне. В 1950 году окончил докторантуру Академии наук СССР.
В 1944—1947 годах — главный архитектор Минска. В 1947—1954 годах — заведующий сектором архитектуры Академии наук БССР. Одновременно в звании профессора заведовал кафедрой архитектуры Белорусского политехнического института. 
С 1954 года жил и работал в Москве. Профессор Московского института инженеров городского строительства и одновременно старший научный сотрудник Академии наук БССР.
Член правления Союза советских архитекторов БССР с 1945 по 1954 год. Член Московского отделения Союза архитекторов СССР с 1958 года.
Жил в Москве по адресу: Дорогомиловская набережная, дом 3. Умер 8 июня 1963 года.

## Творчество
Один из участников разработки проектов планировки и застройки центра и Ленинского проспекта (сейчас проспект Независимости) Минска (1944—1948), проектов застройки Центральной площади и Советской улицы. При участии Ю. А. Егорова в институте «Белдяжпроект» в 1946 году был разработан первый послевоенный генплан Минска (архитекторы М. Андросов, Н. Трахтенберг, консультанты В. Семёнов и Н. Поляков). Автор капитальных работ по градостроительству, в том числе книг: «Градостроительство Белоруссии» (Москва, 1954), «Ансамбль в градостроительстве СССР» (Москва, 1961).

## Награды
- Медаль «За оборону Москвы» (1943)[3][12]
- Медаль «За победу над Германией в Великой Отечественной войне 1941—1945 гг.» (1945)[3][12]
- Медаль «За доблестный труд в Великой Отечественной войне 1941—1945 гг.» (1946)[12]

## Сочинения
- Градостроительство Белоруссии. М., 1954;
- Архитектура и градостроительство Советской Белоруссии. Мн., 1957 (в соавторстве);
- Ансамбль в градостроительстве СССР: Очерки. М., 1961.